# Championnat du Paraguay de football 1984
Navigation
Saison 1964 Saison suivante
La saison 1984 du Championnat du Paraguay de football est la soixante-quatorzième édition de la Primera División, le championnat de première division au Paraguay. Les dix meilleurs clubs du pays disputent la compétition, qui se déroule en plusieurs phases :
- les équipes se rencontrent lors de trois tours, deux en poule unique et le troisième avec deux groupes de cinq équipes. Les six meilleurs clubs au classement cumulé des trois tours se qualifient pour la phase finale.
- la phase finale regroupe les six qualifiés au sein d'une poule unique. Ils s’affrontent à nouveau une fois pour désigner le champion et l'équipe qui l'accompagne en Copa Libertadores.

C'est le Club Guaraní qui est sacré champion cette saison après avoir terminé en tête du classement final, avec un seul point d’avance sur Cerro Porteño et trois sur le tenant du titre, le Club Olimpia. C'est le neuvième titre de champion du Paraguay de l’histoire du club.

## Les clubs participants
| - Club Guaraní - Cerro Porteño - Club Libertad - Club Atlético Colegiales - Club Olimpia | - Club Sol de América - Club Sportivo Luqueño - Club Nacional - Club Atlético Tembetary - Club River Plate |

## Compétition
Le barème utilisé pour établir l’ensemble des classements est le suivant :
- Victoire : 2 points
- Match nul : 1 point
- Défaite : 0 point

### Première phase

#### Classement cumulé
| Rang | Équipe                   | Pts | J  | G  | N  | P  | Bp | Bc | Diff |
| ---- | ------------------------ | --- | -- | -- | -- | -- | -- | -- | ---- |
| 1    | Club Libertad            | 34  | 27 | 12 | 10 | 5  | 38 | 19 | +19  |
| 2    | Club OlimpiaT            | 34  | 28 | 12 | 10 | 6  | 39 | 28 | +11  |
| 3    | Cerro Porteño            | 33  | 28 | 11 | 11 | 6  | 40 | 27 | +13  |
| 4    | Club Guaraní             | 33  | 27 | 13 | 7  | 7  | 42 | 34 | +8   |
| 5    | Club Atlético Colegiales | 28  | 28 | 10 | 8  | 10 | 31 | 28 | +3   |
| 6    | Club Sol de América      | 27  | 28 | 9  | 9  | 10 | 33 | 35 | -2   |
| 7    | Club River Plate         | 27  | 28 | 8  | 11 | 9  | 35 | 30 | +5   |
| 8    | Club Sportivo Luqueño    | 24  | 28 | 7  | 10 | 11 | 23 | 37 | -14  |
| 9    | Club Nacional            | 19  | 28 | 5  | 9  | 14 | 17 | 38 | -21  |
| 10   | Club Atletico Tembetary  | 19  | 28 | 6  | 7  | 15 | 19 | 41 | -22  |

|  | Qualification pour la phase finale (vainqueur ou dauphin d'une phase) |
|  | Qualification pour la phase finale grâce au classement cumulé         |
|  | Relégation directe en División Intermedia                             |
|  | T : Tenant du titre                                                   |

### Phase finale
| Rang | Équipe                   | Pts | J | G | N | P | Bp | Bc | Diff |  | Résultats (▼ dom., ► ext.) | Gua | Cer | Oli | Lib | SAm | Col |
| ---- | ------------------------ | --- | - | - | - | - | -- | -- | ---- |  | -------------------------- | --- | --- | --- | --- | --- | --- |
| 1    | Club Guaraní +3          | 10  | 5 | 2 | 3 | 0 | 10 | 6  | +4   |  | Club Guaraní +3            |     | 2-2 | 4-2 | 0-0 | 1-1 | 3-1 |
| 2    | Cerro Porteño +1         | 9   | 5 | 3 | 2 | 0 | 7  | 2  | +5   |  | Cerro Porteño +1           |     |     | 1-0 | 3-0 | 0-0 | 1-0 |
| 3    | Club OlimpiaT +4         | 7   | 5 | 1 | 1 | 3 | 5  | 7  | -2   |  | Club OlimpiaT +4           |     |     |     | 0-1 | 3-1 | 0-0 |
| 4    | Club Libertad +1         | 6   | 5 | 1 | 3 | 1 | 2  | 4  | -2   |  | Club Libertad +1           |     |     |     |     | 1-1 | 0-0 |
| 5    | Club Sol de América      | 5   | 5 | 1 | 3 | 1 | 6  | 6  | 0    |  | Club Sol de América        |     |     |     |     |     | 3-1 |
| 6    | Club Atlético Colegiales | 2   | 5 | 0 | 2 | 3 | 2  | 7  | -5   |  | Club Atlético Colegiales   |     |     |     |     |     |     |

## Bilan de la saison
| Championnat du Paraguay de football 1984 |                           |
| Champion                                 | Club Guaraní (9e titre)   |
| Qualifications continentales             |                           |
| Copa Libertadores 1985                   | Club Guaraní              |
| Copa Libertadores 1985                   | Cerro Porteño             |
| Promotions et relégations                |                           |
| Promus en Primera División               | Club Sportivo San Lorenzo |
| Relégués en División Intermedia          | Club Atlético Tembetary   |